# هنسن (نبراسکا)
هنسن (به انگلیسی: Hansen) یک منطقهٔ مسکونی در ایالات متحده آمریکا است که در نبراسکا واقع شده‌است. هنسن ۵۹۴٫۰۶ متر بالاتر از سطح دریا واقع شده‌است.